# ارمانتاز زلميكاس
ارمانتاز زلميكاس (3 يناير 1980 بتلسياي في ليتوانيا - ) هو لاعب كرة قدم ليتواني في مركز الدفاع. شارك مع منتخب ليتوانيا لكرة القدم. أما مع النوادي، فقد لعب مع كاريدا كاوناس ونادي بانغا غاروتشدي ونادي تافريا سيمفروبول ونادي سودوفا ماريامبوله ونادي كاوناس ونادي كرويا باكروييس وMughan FK ‏ ونادي شيلوت ‏ وHapoel Ra'anana A.F.C. ‏ وإنكراس كاوناس ‏ ونادي بارتيزان مينسك.

## روابط خارجية
- ارمانتاز زلميكاس على موقع اتحاد أوكرانيا (الإنجليزية)
- ارمانتاز زلميكاس على موقع قاعدة بيانات كرة القدم.إي يو (الإنجليزية)
- ارمانتاز زلميكاس على موقع ناشيونال فوتبول تيمز (الإنجليزية)
- ارمانتاز زلميكاس على موقع Soccerway.com (الإنجليزية)
- ارمانتاز زلميكاس على موقع عالم كرة القدم.نت (الإنجليزية)